# Baláže
Baláže este o comună slovacă, aflată în districtul Banská Bystrica din regiunea Banská Bystrica. Localitatea se află la altitudinea de 538 m deasupra n.m., se întinde pe o suprafață de 14,22 km2 și în 2017 număra 218 locuitori.

## Istoric
Localitatea Baláže este atestată documentar din 1529.

## Demografie
| An:                | 1994 | 2004   | 2014    | 2024   |
| ------------------ | ---- | ------ | ------- | ------ |
| Număr de persoane: | 201  | 193    | 216     | 229    |
| Diferență:         |      | −3,98% | +11,91% | +6,01% |

| An:                | 2023 | 2024   |
| ------------------ | ---- | ------ |
| Număr de persoane: | 234  | 229    |
| Diferență:         |      | −2,13% |